# 木下理樹
木下 理樹（きのした りき、1978年10月14日 - ）は日本のシンガーソングライター。ソロ活動を経て、ART-SCHOOL、killing Boyのボーカル、ギター担当として活動している。2010年末まではART-SCHOOLの戸高賢史らとともにKARENでも活動していた。大阪府大阪市出身。血液型はO型。
2015年にはART-SCHOOLを休止し、自主レーベル「Warszawa-Label」を立ち上げていた。

## 来歴
父親が好きだったビートルズやビーチ・ボーイズ、サイモン&ガーファンクルなどを聞きながら幼少時代を過ごす。小学校のときに「ミュージック・ライフ」を読んだことがきっかけで洋楽にはまっていく。小学校の頃に4つ年上の兄から洋楽を聞かされるようになり、初めにプリンス、小学3年生の頃にはメタリカ、スレイヤーといったヘヴィメタルを愛好するようになる。
中学1年生の頃にラジオでニルヴァーナのスメルズ・ライク・ティーン・スピリットと出会ってからは、徐々にオルタナティヴ・ロックやグランジなどに傾倒していく。この頃聴いていたUSインディやブリットポップの「下手なバンド」から「俺にもできるんじゃないかな」と思ったことをきっかけに音楽を始め、高校時代は「オレンジクラッシュ」というコピーバンドでベースを弾いた。
高校卒業後に作曲を始める。両親には「大学へ行く」と告げて上京。1999年にソニー傘下のインディーズ・レーベル、テレスコープ・レーベルからアルバムを発表する。その後ソロライブのサポートをしていた日向、櫻井と、当時飲み仲間で専門学校生だった大山でバンドを結成し、2000年にてART-SCHOOLとしての活動を開始。the pillowsやBUMP OF CHICKENのスタッフが集まって興した123 RECORDSからインディーズ・デビューする。

## 音楽
フェンダー・ジャガーやフェンダー・テレキャスター・デラックスなど短期間他製品を使ってた時期もあるが、デビュー以降
一貫してギブソン・フライングVを使用しており、木下のトレードマークである。
音楽マニアであり、ロック以外にもあらゆるジャンルの音楽に精通している（インディーズ時代に既に20,000枚のCDを所有していた）。
音楽シーンの中でのART-SCHOOLの位置づけについて「日本初のオルタナバンド」、「バンドとしてはダークネス〈負〉を表現してポピュラリティーを得たい。いまの主流を否定したい」、「MO'SOME TONEBENDERやSyrup16gなどの新しい流れ・価値観を持ったバンドのひとつでありたい」と発言している。
またART-SCHOOLとテーマが近い日本のバンドとして、Syrup16g、BLANKEY JET CITY、くるり、ナンバーガール、GRAPEVINEを挙げ、「男の暗さ、影みたいな所に理由があると思う」と書き込んだ事がある。

### 影響
影響を受けたアーティストは、ニルヴァーナ、BLANKEY JET CITY、ダイナソーJr.、ペイヴメント、スマッシング・パンプキンズ、レディオヘッド、ザ・キュアー 、ジーザス&メリーチェイン、マイ・ブラッディ・ヴァレンタイン、ライド、アリス・イン・チェインズ、サウンドガーデン、シェラック、ブロック・パーティ、クラクソンズ、プリンス、エリオット・スミス、くるり、ナンバーガール等。
カート・コバーンの大ファンでカートについて「カートが僕にしてくれたように、僕も傷ついたり疎外感を抱いているような人に希望を与えたい」、「世の中は糞で、大人は最悪だ。僕はいつも死ぬことばかり考えている。でも、カート・コバーンが僕に教えてくれたようにみんなにも生きる希望を感じてもらうために、音楽をやります」などの発言をしている。

### 歌詞
木下は「僕自身のイノセントな季節は、25歳ぐらいに終わってしまっている。イノセントな部分を失くしてしまったことを境に歌詞の世界が変わったかもしれない。大人になること、汚れてしまうことへの恐れが、それまでは強かったけど、それ以降は混沌とした精神状態を歌うようになっていった。今はもう1周して逆にピュアになった」「常にアウトサイダーの視点に立っていたい。そうじゃないと、弱い人たちのところまで届かない」「幸せな歌詞を書きたいと思っても出てこない」と語っている。

## 人物
マッシュルームカットがトレードマー
ク。
過保護な家庭に生まれ、子供の頃は危ないからという理由でスポーツの習い事などもさせて貰えず、ひたすら図書館に通っていた。
小学校、中学校時代は完全な対人恐怖症であり、学校をよく早退して家で1人で音楽や映画を鑑賞していた。また18歳から23歳になるまでのインディーズ時代の約5年間、母親の仕送りだけで生活していた。
映画を広く愛好し、自身の楽曲に映画の題名をつけることもある。小学生の頃から映画が好きで、スティーヴン・スピルバーグの作品のファンであった。好きな作品は汚れた血、ギルバート・グレイプ等、多数。また、音楽雑誌「MARQUEE」に映画評論のコーナー「俺的映画道」を長期に渡って連載している。母親の仕送りだけで生活していた間、映画を毎日1本はレンタルして観ていた。またART-SCHOOLの楽曲「Missing」「左ききのキキ」のPVを監督している。
純文学や詩を好む文学青年（特に村上春樹や中島らも、ボリス・ヴィアン、中原中也などを敬愛していることが過去の日記から分かる）で、作詞にその影響（いわゆる「カットアップ」手法など）が見られることもある。携帯サイトでは処女小説「皆殺しのキキ」を執筆中であったが、2023年現在未だ完結していない。
123RECORDS時代の公式サイトではIQ155と自称したり、バンドを始めた理由を「女性と付き合うため」と答えている。
2019年からの休養時に、離婚を経験している。
好きな女優は宮崎あおい、新垣結衣、上野樹里、ウィノナ・ライダーなど。
FCマッコリというフットサルチームの（初代）監督をするほど海外サッカーが好き。好きなサッカークラブはマンチェスター・ユナイテッド。

## 作品

### ミニアルバム
1. TEENAGE LAST （1999年10月21日）
  - 廃盤。
  - GLORIA/RASBERRY/RIVERS EDGE/SWAN DIVE/LIKE A DAYDREAM/NORTH MARINE DRIVE

他にも、木下理樹名義のデモ音源が数点ある。